# Kleines Wiesental
Kleines Wiesental (alemannisch Chlais Wiisedal) ist eine Gemeinde im Landkreis Lörrach in Baden-Württemberg, die am 1. Januar 2009 aus dem Zusammenschluss der bislang selbständigen Gemeinden Bürchau, Elbenschwand, Neuenweg, Raich, Sallneck, Tegernau, Wies und Wieslet entstand. Namensgebend ist der Fluss Kleine Wiese.

## Geographie

### Lage

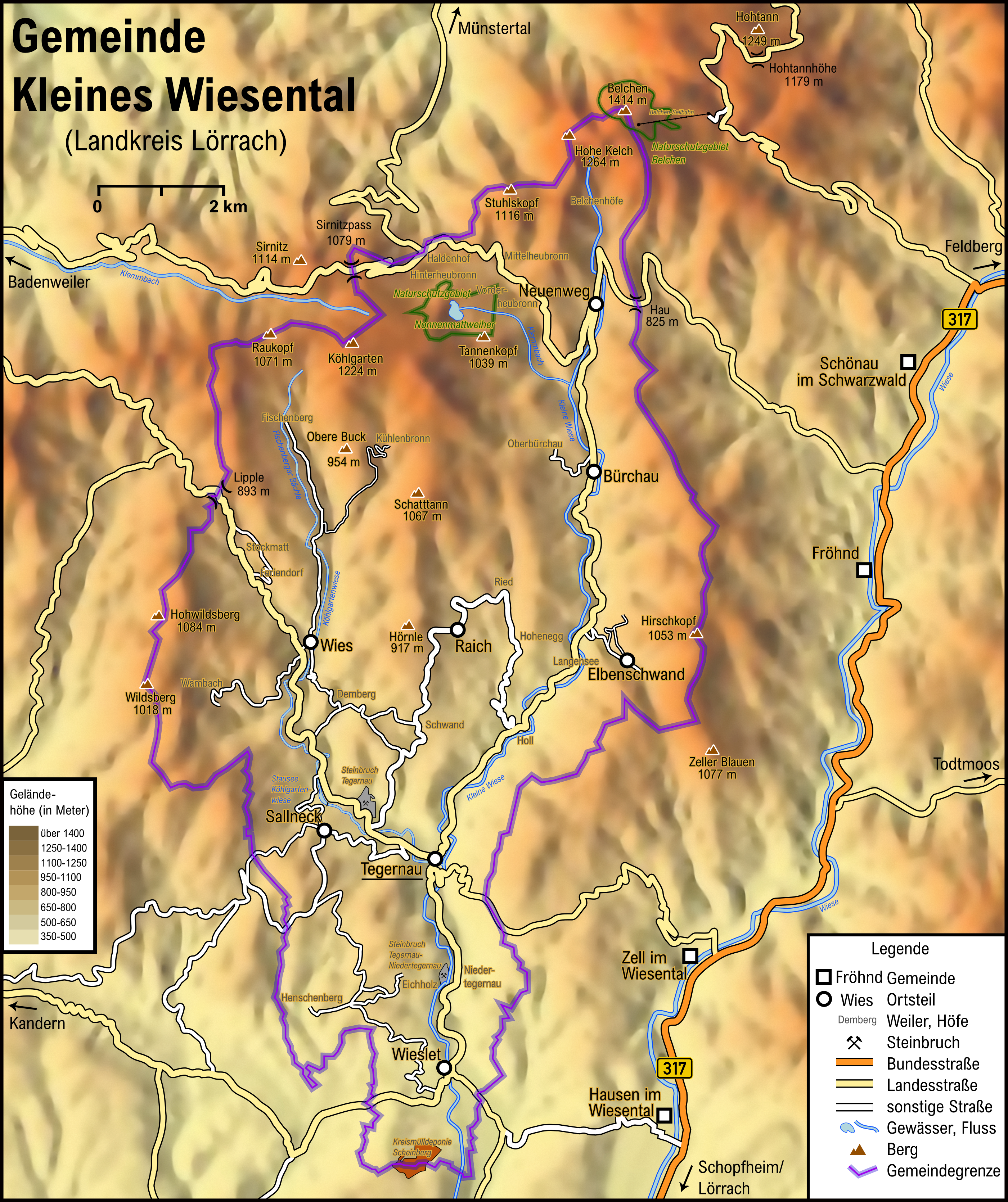
Karte der Gemeinde Kleines Wiesental

Die neue Gemeinde liegt im äußersten Südwesten des Schwarzwaldes. Das Gemeindegebiet erstreckt sich vom Südhang des Belchen bis zur Mündung der Kleinen in die Große Wiese. Über den Hau ist das Kleine mit dem östlich verlaufenden Großen Wiesental verbunden. Nach Westen liegen die Passübergänge des 1079 Meter hohen Sirnitz und des 893 Meter hohen Lipple auf der Gemeindegrenze.
Die Gemeinde liegt auf einer Höhe von 300 bis 1400 Metern.

### Gemeindegliederung
Die Gemeinde Kleines Wiesental gliedert sich in folgende acht Ortsteile:
| Ortsteil     | Fläche in km² | Einwohner |  |
| Bürchau      | 6,12          | 195       |  |
| Elbenschwand | 6,77          | 138       |  |
| Neuenweg     | 12,65         | 235       |  |
| Raich        | 9,36          | 227       |  |
| Sallneck     | 4,6           | 354       |  |
| Tegernau _   | 10,15         | 457       |  |
| Wies         | 21,8          | 628       |  |
| Wieslet      | 6,4           | 642       |  |
| Gesamt       | 77,85         | 2876      |  |

_ = Sitz der Gemeindeverwaltung

## Geschichte
Ursprünglich war das Tal in zehn Gemeinden aufgeteilt. Anfang der 1970er Jahre ließen sich die beiden südlichsten Gemeinden Langenau und Enkenstein im Zuge der kommunalen Neuordnung Baden-Württembergs in die Stadt Schopfheim eingemeinden. Die anderen acht Gemeinden schlossen sich im Gemeindeverwaltungsverband Kleines Wiesental zusammen. Mit Einwohnerzahlen zwischen 166 und 657 gehörten sie zu den nach Einwohnern kleinsten selbständigen Gemeinden in Baden-Württemberg und waren zur Erledigung ihrer Aufgaben auf Zuschüsse aus dem Staatshaushalt angewiesen.
Nach der Ankündigung des Regierungspräsidiums Freiburg, diesen so genannten Bedarfsgemeinden von 2010 an keine Zuschüsse mehr zum Ausgleich der Verwaltungshaushalte zu gewähren, wurde die Zusammenlegung der acht Gemeinden als Ausweg aus der drohenden Finanznot erwogen.
In einer Bürgeranhörung sprachen sich am 6. Juli 2008 in den acht Gemeinden bei geringer Wahlbeteiligung 87 Prozent der Wähler für die Gründung einer Einheitsgemeinde aus, wobei allerdings nur 41 % der Wahlberechtigten abstimmten. Am 8. Oktober 2008 folgten die Gemeinderäte der acht Gemeinden diesem Votum und besiegelten den Zusammenschluss zum 1. Januar 2009. Die Vertragsunterzeichnung fand am 21. Oktober 2008 statt, gleichzeitig wurde die Auflösung des Gemeindeverwaltungsverbandes beschlossen.

## Politik

### Gemeinderat
Der Gemeinderat der Gemeinde Kleines Wiesental besteht aus den gewählten 10 ehrenamtlichen Gemeinderäten und dem Bürgermeister als Vorsitzendem. Der Bürgermeister ist im Gemeinderat stimmberechtigt. Bei der Kommunalwahl am 9. Juni 2024 wurde der Gemeinderat durch Mehrheitswahl gewählt.  Mehrheitswahl findet statt, wenn kein oder nur ein Wahlvorschlag (Bürgerliste Kleines Wiesental) eingereicht wurde. Die Bewerber mit den höchsten Stimmenzahlen sind dann gewählt. Die Wahlbeteiligung lag bei 69,27 %.

### Bürgermeister
Bürgermeister ist seit 2025 Stefan Niefenthaler. Zuvor amtierte von 2009 bis 2025 Gerd Schönbett.

### Verwaltungssitz
Der Sitz der Verwaltung befindet sich im Ortsteil Tegernau.

### Wappen
Blasonierung: „Geteilt durch einen überhöhten Sparrenschnitt in Rot und Gold, eine achtzweigige grüne Tanne mit schwarzem Stamm über einen aus dem unteren Schildrand wachsenden gestürzten abgesenkten blauen Wellengöpel.“
Der Gemeinde ist mit Urkunde des Innenministers von Baden-Württemberg am 4. Juni 2014 das Recht zur Führung eines Wappens verliehen worden. Das von Gerhard Graf, Karlsruhe, entworfene Wappen zeigt die badischen Farben Rot und Gold. Die achtzweigige Tanne symbolisiert sowohl die Landschaft als auch die acht Ortsteile; der Wellengöpel steht für die zusammenfließenden Bäche Köhlgartenwiese und Kleine Wiese.
| Wappen der ehemaligen Gemeinden | Wappen der ehemaligen Gemeinden | Wappen der ehemaligen Gemeinden | Wappen der ehemaligen Gemeinden | Wappen der ehemaligen Gemeinden | Wappen der ehemaligen Gemeinden | Wappen der ehemaligen Gemeinden | Wappen der ehemaligen Gemeinden |
| ------------------------------- | ------------------------------- | ------------------------------- | ------------------------------- | ------------------------------- | ------------------------------- | ------------------------------- | ------------------------------- |
| Bürchau                         | Elbenschwand                    | Neuenweg                        | Raich                           | Sallneck                        | Tegernau                        | Wies                            | Wieslet                         |

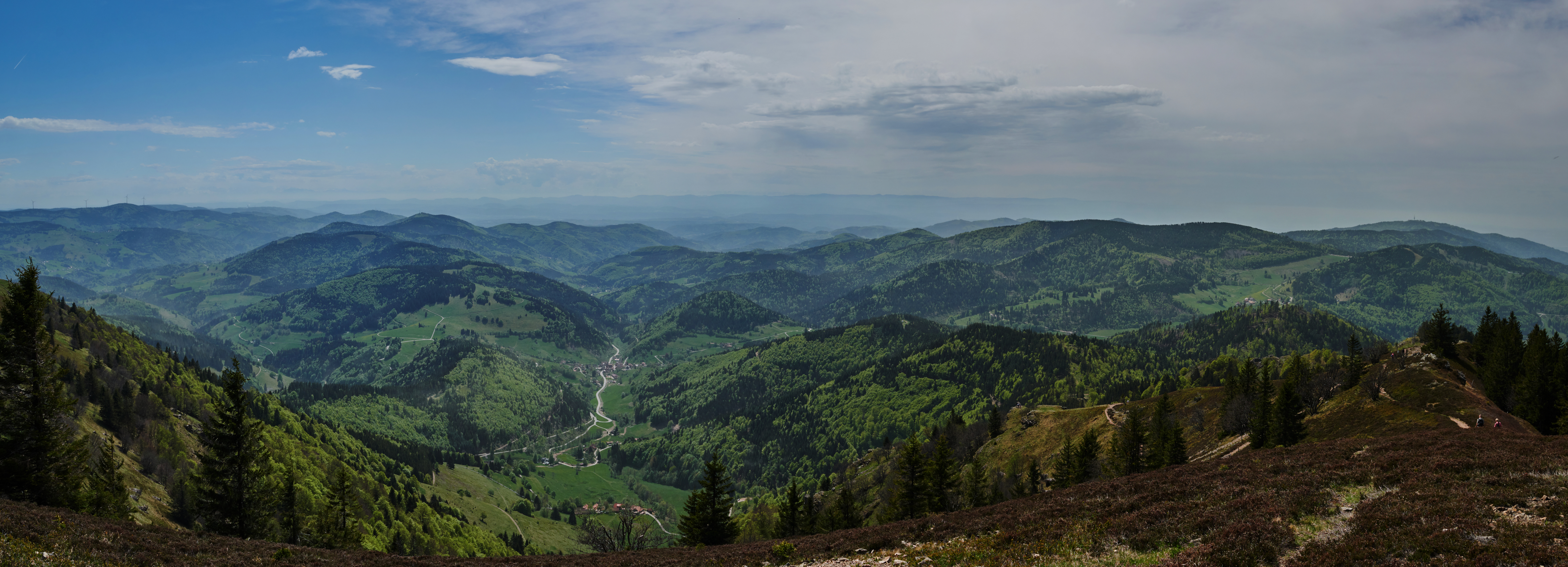
Blick vom Belchen nach Süden ins Kleine Wiesental

## Persönlichkeiten
- Ernst Niefenthaler (* 31. Dezember 1894 in Bürchau; † 17. August 1970 ebenda) war ein alemannischer Mundartdichter.